# Victor Lanoux
Victor Lanoux, all'anagrafe Victor Robert NATAF  (Parigi, 18 giugno 1936 – Vaux-sur-Mer, 4 maggio 2017), è stato un attore e produttore teatrale francese.

## Biografia
Figlio di un ebreo tunisino e madre cattolica, durante la seconda guerra mondiale si trasferì sfollato nel paese di La Chapelle-Taillefert.
Lavorò come verniciatore prima, si arruolò diventando paracadutista, e infine diventò operatore di macchina. In questo periodo seguì un corso per corrispondenza di studio attoriale.
Nel 1960 debuttò come cabarettista, lavorando in teatro per oltre un decennio; nel 1972 fece la sua prima apparizione cinematografica di rilievo in L'affare Dominici. La sua carriera proseguì fino al 2007, quando venne colpito da un aneurisma aortico che lo rese paraplegico ma non gli impedì di partecipare ad alcune puntate della serie televisiva Louis la Brocante.
Morì in ospedale per le conseguenze di un ictus.

## Filmografia
- 7 cervelli per un colpo perfetto (Trois milliards sans ascenseur), regia di Roger Pigaut (1972)
- L'affare Dominici (L'affaire Dominici), regia di Claude Bernard-Aubert (1972)
- Due contro la città (Deux Hommes dans la ville), regia di José Giovanni (1973)
- La pendolare (Elle court, elle court la banlieue), regia di Gérard Pirès (1973)
- Cugino, cugina (Cousin, Cousine), regia di Jean-Charles Tacchella (1975)
- Dai sbirro (Adieu poulet), regia di Pierre Granier-Deferre (1975)
- Dupont Lajoie, regia di Yves Boisset (1975)
- Una donna da uccidere (Folle à tuer), regia di Yves Boisset (1975)
- Certi piccolissimi peccati (Un éléphant ça trompe énormément), regia di Yves Robert (1976)
- Una donna alla finestra (Une femme à sa fenêtre), regia di Pierre Granier-Deferre (1976)
- Andremo tutti in paradiso (Nous irons tous au paradis), regia di Yves Robert (1977)
- Le Passé simple, regia di Michel Drach (1977)
- Un moment d'égarement, regia di Claude Berri (1977)
- La svignata (La Carapate), regia di Gérard Oury (1978)
- Au bout du bout du banc, regia di Peter Kassovitz (1979)
- Dogs Man (Les Chiens), regia di Alain Jessua (1979)
- Un si joli village, regia di Étienne Périer (1979)
- Retour en force, regia di Jean-Marie Poiré (1980)
- Helen - Evoluzione di una donna (Une sale affaire), regia di Alain Bonnot (1981)
- La Revanche, regia di Pierre Lary (1981)
- Killer boulevard (Boulevard des assassins), regia di Boramy Tioulong (1982)
- Y a-t-il un Français dans la salle?, regia di Jean-Pierre Mocky (1982)
- Canicola (Canicule), regia di Yves Boisset (1983)
- Stella, regia di Laurent Heynemann (1983)
- Una domenica da poliziotto (Un dimanche de flic), regia di Michel Vianey (1983)
- La Smala, regia di Jean-Loup Hubert (1984)
- La Triche, regia di Yannick Bellon (1984)
- Les Voleurs de la nuit, regia di Samuel Fuller (1984)
- Ma guarda un po' 'sti americani (European Vacation), regia di Amy Heckerling (1985)
- Le Lieu du crime, regia di André Téchiné (1986)
- Sale Destin, regia di Sylvain Madigan (1987)
- La Position de l'escargot, regia di Michka Saäl (1988)
- L'Invité surprise, regia di Georges Lautner (1989)
- Rosso veneziano (Rouge Venise), regia di Étienne Périer (1989)
- Le Bal des casse-pieds, regia di Yves Robert (1992)
- Gli angeli di Elvis (Les Démons de Jésus), regia di Bernie Bonvoisin (1997)
- Regine per un giorno (Reines d'un jour), regia di Marion Vernoux (2001)

## Doppiatori italiani
- Pino Locchi in Certi piccolissimi peccati, Una donna alla finestra
- Michele Kalamera in L'affare Dominici
- Bruno Alessandro in Due contro la città

## Premi e riconoscimenti

### Premio César
- Premi César 1976: Nominato a migliore attore per Cugino, cugina
- Premi César 1976: Nominato a migliore attore non protagonista per Dai sbirro